# Аникеев, Карп
Карп Аникеев (Оникеев) (XVII век) — полуголова приказа московских стрельцов в 1672 году, впоследствии глава казанских стрельцов.
Точные даты жизни неизвестны. Известен тем, что 20 декабря 1672 года произвёл измерение ширины реки Волги (у Ярославля) по приказу боярина князя Якова Никитича Одоевского. Его «список с измерения» был найден в сборнике 287. 4° собрания рукописей графа Ф. А. Толстого.
В сборнике «Записки русских людей. События времён Петра Великого» человек, составивший это описание, назван Карпом Алексеевым.